# Maison (Belfort, 18 rue Metzger)
Cette maison est un monument historique situé à Belfort, dans le département français du Territoire de Belfort.

## Localisation
Ce bâtiment est situé au 18 rue Metzger à Belfort.

## Historique
Cette maison a été construite vers 1730 sous le nom Appartement Royer.
La façade sur rue ; le décor des pièces suivantes de l'appartement du premier étage : les deux salons, la bibliothèque et la salle à manger font l'objet d'une inscription au titre des monuments historiques depuis 2003.